# Gösta Wieslander
Gösta Vilhelm Wieslander, född 27 januari 1907 i Jönköpings Kristina församling i Jönköpings län, död 26 september 1975 i Grevie församling i dåvarande Kristianstads län, var en svensk skolman.
Gösta Wieslander tillhörde släkten Wieslander från Småland och var son till häradshövdingen Ivar Wieslander och Anna Larsson. Han gick ut Skogshögskolan (SkHS) 1930, diplomerades från Handelshögskolan i Stockholm (DHS) 1933 och blev ekonomie magister vid samma lärosäte 1937. Vidare blev han skoglig licentiat vid Skogshögskolan (SkHS) 1949.
Han var rektor vid Umeå handelsgymnasium 1938–1958 och vid Helsingborgs handelsgymnasium 1958–1965 samt lektor i samhällsekonomi och geografi där från 1965.
Han var sekreterare i Comité Int du Bois Wien 1936, ordförande i särskild taxeringsnämnd 1944 och sekreterare i landstingets näringsutredning i Luleå 1944–1948. Han författade Skogsbristen i Sverige under 1600- och 1700-talen (1935) och Arbetskraftsbalansen inom Norrbottens läns skogsbruk intill år 1970 (1948). Wieslander var riddare av Nordstjärneorden (RNO).
Gösta Wieslander gifte sig 1940 med Maj Nidelius. De fick barnen Kerstin (1948–1949), Magnus (född 1949) och Carina (född 1951). Han är begravd på Grevie kyrkogård.